# Sindrome del dente incrinato
La sindrome del dente incrinato è caratterizzata dalla percezione, da parte del dente, della sensibilità a stimoli caldi (sintomo tipico della pulpite), al freddo (tipico dell'ipersensibilità dentinale), e alla pressione (dolore improvviso e intenso durante la masticazione).

## Eziologia
È causata da incrinature coinvolgenti lo smalto e la dentina, con eventuale estensione pulpare, che genera la stimolazione fibre nervose durante, ad esempio, la masticazione.
È più frequente sui molari e può essere conseguenza di un traumatismo masticatorio causato, ad esempio, da un pallino da caccia accidentalmente presente nella pietanza o un nocciolo di oliva.

## Diagnosi
Un rullo di cotone, fatto mordere da una coppia di denti antagonisti alla volta, sollecitando le micro-incrinature, può aiutare nel localizzare il dente responsabile (essendo i dolori di origine pulpare diffusi e non localizzabili). Può aiutare nella diagnosi l'uso di coloranti specifici.

## Trattamento
Una volta identificata l'incrinatura è necessario valutarne l'estensione. Molto spesso è necessario ricorrere alla devitalizzazione.

## Prognosi
Nel tempo le incrinazioni possono estendersi, trasformarsi in fratture e destinare l'elemento all'estrazione definitiva.